# オッティールト (小惑星)
オッティールト (994 Otthild) は小惑星帯に位置する小惑星。ハイデルベルクでドイツの天文学者カール・ラインムートが発見した。
11世紀のフランスの聖人、クリュニーのオディロの名に由来するドイツの女性の名前から命名された。